# Women’s National Anti-Suffrage League
Women’s National Anti-Suffrage League − najważniejsza organizacja skupiająca brytyjskie antysufrażystki, powołana w 1908 roku i działająca do czasu przyznania kobietom praw wyborczych w 1918 roku. Czołowymi przywódcami organizacji byli Mary Augusta Ward i George Curzon.